# Agente Porpora
Agente Porpora (inglese: Agent Purple) è il nome in codice di un erbicida usato ufficialmente come defoliante dall'esercito statunitense durante la guerra del Vietnam. Il nome deriva dalla striscia porpora dipinta sui barili per identificare il contenuto. Parte del programma militare di irrorazione detto Guerra erbicida, l'Agente Porpora è stato uno dei cosiddetti "erbicidi arcobaleno", che includeva il più temibile Agente Arancio.

## Composizione
L'Agente Porpora è chimicamente simile al più noto Agente Arancio ed è composto da una miscela di erbicidi 2,4-D e 2,4,5-T. Solo dopo diversi anni dall'inizio del conflitto, si è scoperto che gli agenti Arancio e Porpora erano stati contaminati dal  2,3,7,8-tetraclorodibenzo-p-diossina (TCDD), la diossina che è una sostanza tossica e persistente, come un effetto collaterale del processo di produzione del 2,4,5-T. L'Agente Porpora ha fama di avere il triplo dei livelli diossina dell'Agente Arancio, 45 parti per milione rispetto alle 13 parti per milione presenti nell'Agente Arancio.
Durante la Guerra del Vietnam l'Agente Porpora è stato utilizzato solo nelle prime fasi del programma di irrorazione, tra il 1962 e il 1964, per questo sono state spruzzate sul totale solo piccole quantità.